# Kremlin de Novgorod
Pour les articles homonymes, voir Kremlin (homonymie).
Le kremlin de Novgorod (en russe : Новгородский детинец, Novgorodski detinets) est un kremlin ou detinets (selon l'ancienne terminologie russe), situé sur la rive gauche de la Volkhov à Veliky Novgorod à environ trois kilomètres de l'embouchure dans le lac Ilmen. C'est la place forte de Novgorod du XIe siècle au XVIIe siècle. D'une superficie de plus de 12 hectares il est situé sur une colline dominant le Volkhov et est entouré de douves de trois côtés jusqu'au XVIe siècle.

## Histoire
Il en est fait mention dès 1044, dans la Première chronique de Novgorod. Il abrite dans sa partie nord la cathédrale Sainte-Sophie de Novgorod et le palais de l'archevêque. Ce kremlin est élargi en 1116 par « Maître Pierre ». À partir du XIIIe siècle le mur d'enceinte est peu à peu construit en pierre et rehaussé, au fur et à mesure du développement des armes à feu. Le nombre de tours-portes passe de cinq à douze. Il en reste neuf aujourd'hui. À la fin du XVe siècle et au début du XVIe siècle, les Suédois, les Allemands et les Polonais d'Étienne Báthory menacent toujours Pskov, Novgorod et Moscou malgré l'affaiblissement de l'ordre des chevaliers Porte-Glaive de Livonie. Le pays devient alors une immense citadelle protégée par une ligne fortifiée faite d'arbres abattus, de palissades, de tours de briques rondes ou carrées. Au nord, Novgorod restaure entre 1484 et 1490, ses remparts de briques et les tours du Detinets.

## Galerie

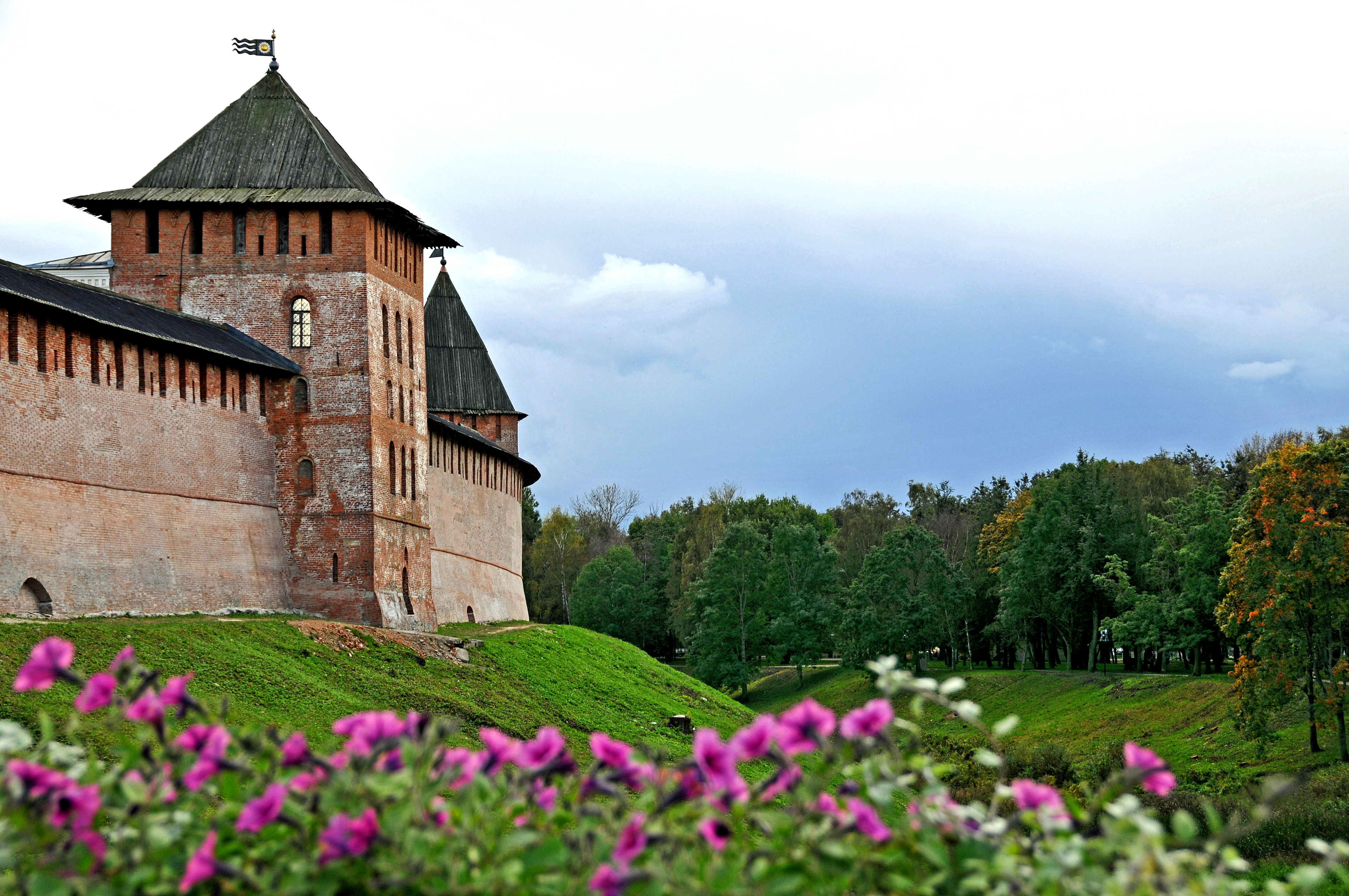
Les tours et murailles du Kremlin (ou Detinets), printemps 2009.
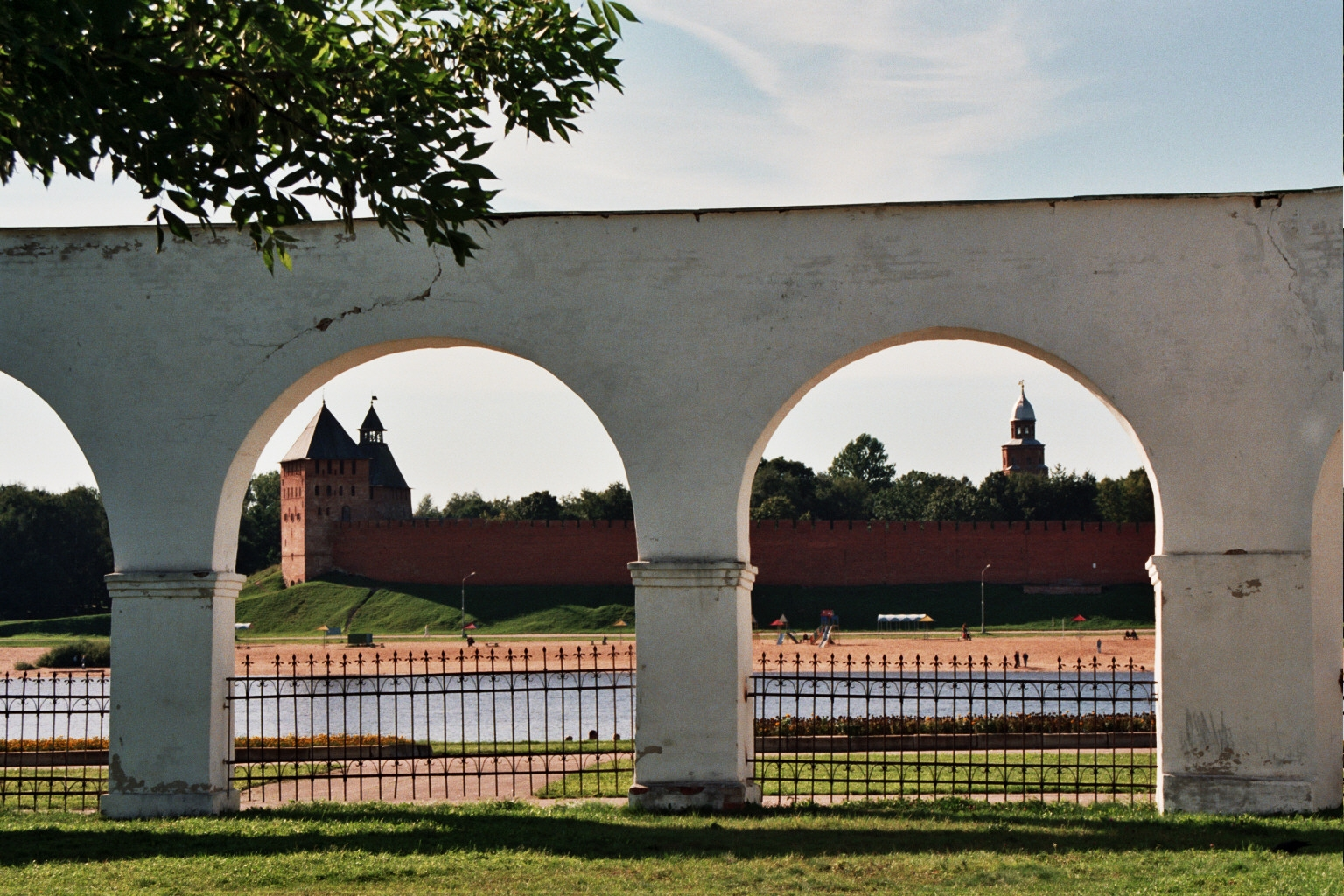
Vue depuis l'autre rive de la Volkhov.
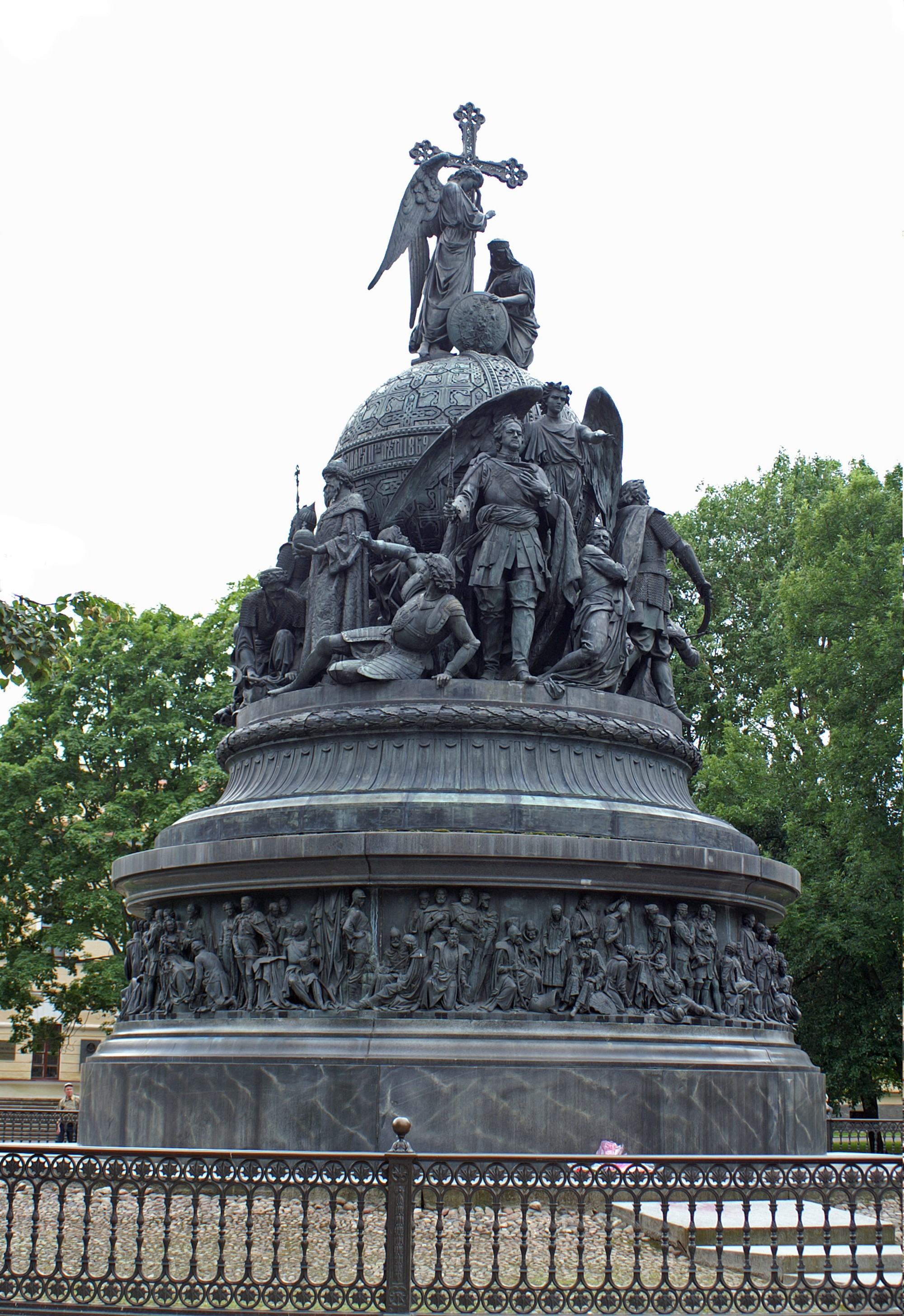
Le Millénaire de la Russie.
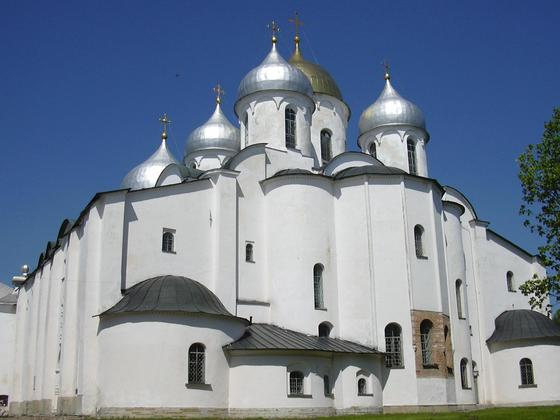
La cathédrale Sainte-Sophie de Novgorod.
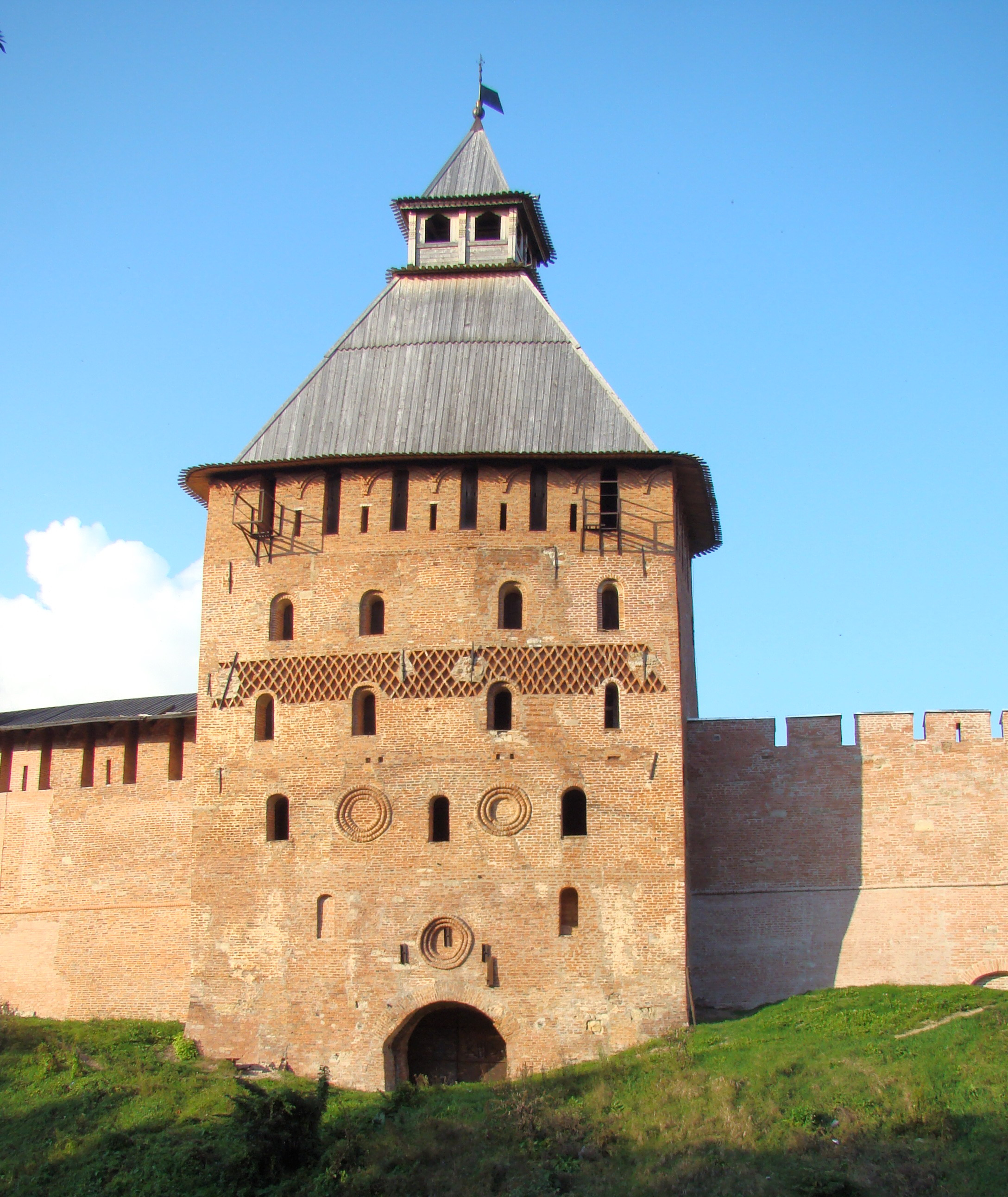
La tour Spasskaya.
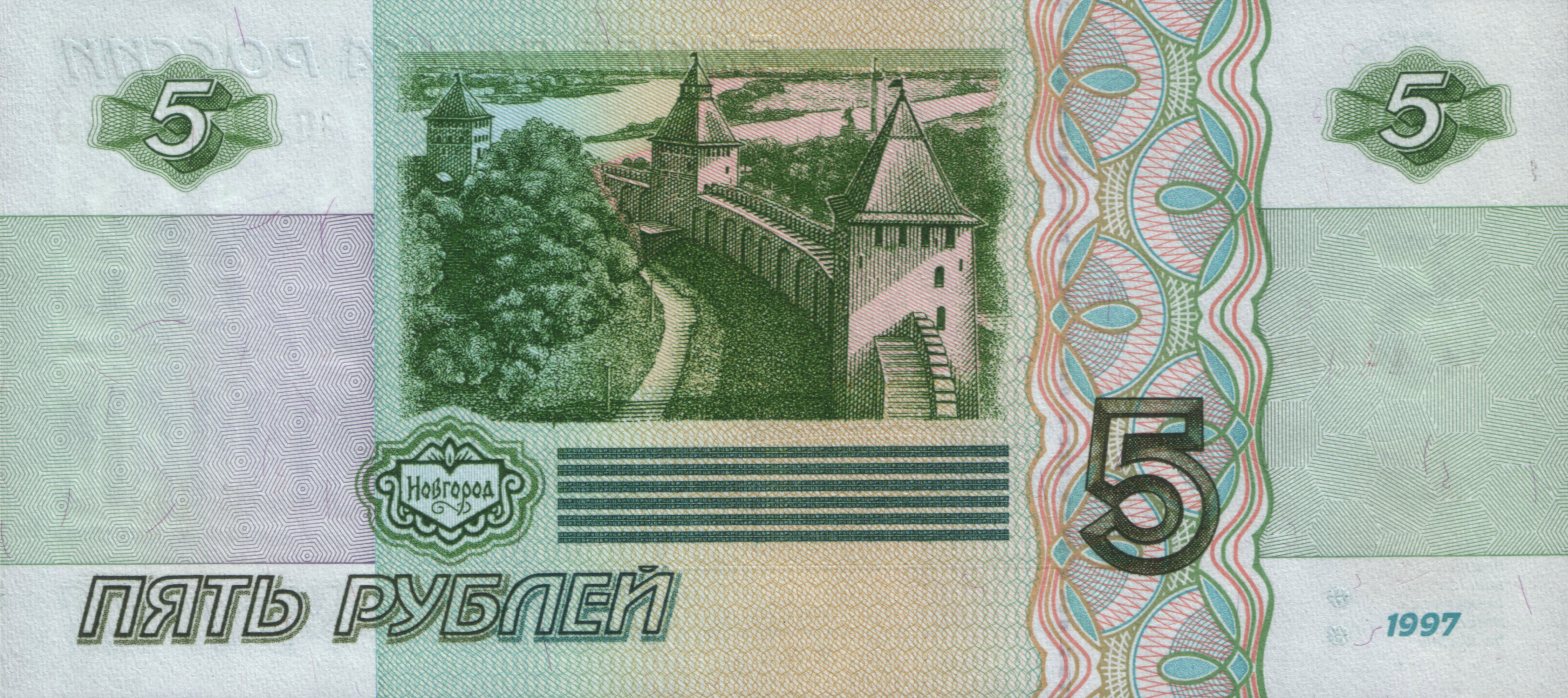
Les murs du Kremlin de Novgorod sur un billet de 5 roubles.
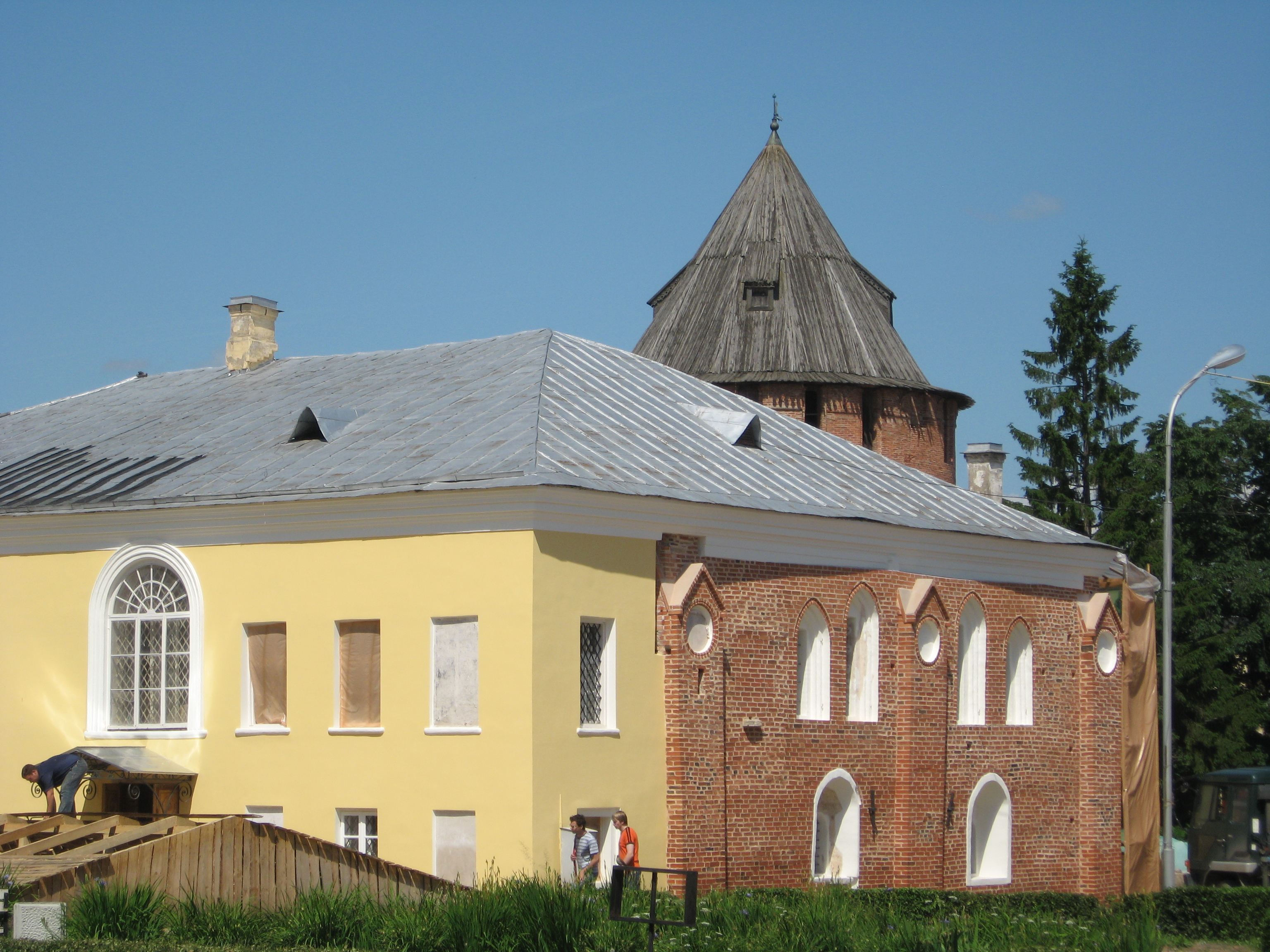
Palais à Facettes.